# Числа эпсилон
Числа эпсилон — ординалы, введенные немецким математиком Георгом Кантором и являющиеся неподвижными точками функции {\displaystyle f(\alpha )=\omega ^{\alpha },} то есть удовлетворяющие равенству {\displaystyle \varepsilon =\omega ^{\varepsilon },} где {\displaystyle \omega } — первый трансфинитный ординал. Числа эпсилон могут быть определены следующим образом (как супремумы трансфинитных последовательностей):
- {\displaystyle \varepsilon _{0}=\sup\{0,1,\omega ,\omega ^{\omega },\omega ^{\omega ^{\omega }},\omega ^{\omega ^{\omega ^{\omega }}},...\};}
- {\displaystyle \varepsilon _{\alpha +1}=\sup\{\varepsilon _{\alpha }+1,\omega ^{\varepsilon _{\alpha }+1},\omega ^{\omega ^{\varepsilon _{\alpha }+1}},\omega ^{\omega ^{\omega ^{\varepsilon _{\alpha }+1}}},...\};}
- {\displaystyle \varepsilon _{\alpha }=\sup\{\varepsilon _{\beta }|\beta <\alpha \}} для предельного ординала {\displaystyle \alpha .}

Наименьший ординал, который является неподвижной точкой функции {\displaystyle f(\alpha )=\varepsilon _{\alpha },} называется ординалом Кантора и обозначается как {\displaystyle \zeta _{0}.}
{\displaystyle \zeta _{0}=\sup\{0,\varepsilon _{0},\varepsilon _{\varepsilon _{0}},\varepsilon _{\varepsilon _{\varepsilon _{0}}},\varepsilon _{\varepsilon _{\varepsilon _{\varepsilon _{0}}}},...\}.}
Впоследствии, в 1908 году, Освальд Веблен разработал более мощную ординальную нотацию — иерархию функций {\displaystyle \varphi _{\alpha }}. В соответствии с нотацией Веблена {\displaystyle \varepsilon _{\alpha }=\varphi _{1}(\alpha )}.